# Knap of Howar
Knap of Howar (colle dei tumuli) è un insediamento neolitico sull'isola di Papa Westray, facente parte dell'arcipelago delle isole Orcadi, Scozia. Il sito comprende i resti di una fattoria neolitica abitata per circa 900 anni di seguito, dal 3700 a.C. al 2800 a.C. Realizzata in pietra è, probabilmente, la struttura abitativa in muratura più vecchia del nord Europa e precedente agli insediamenti neolitici simili di Skara Brae.

## Il sito

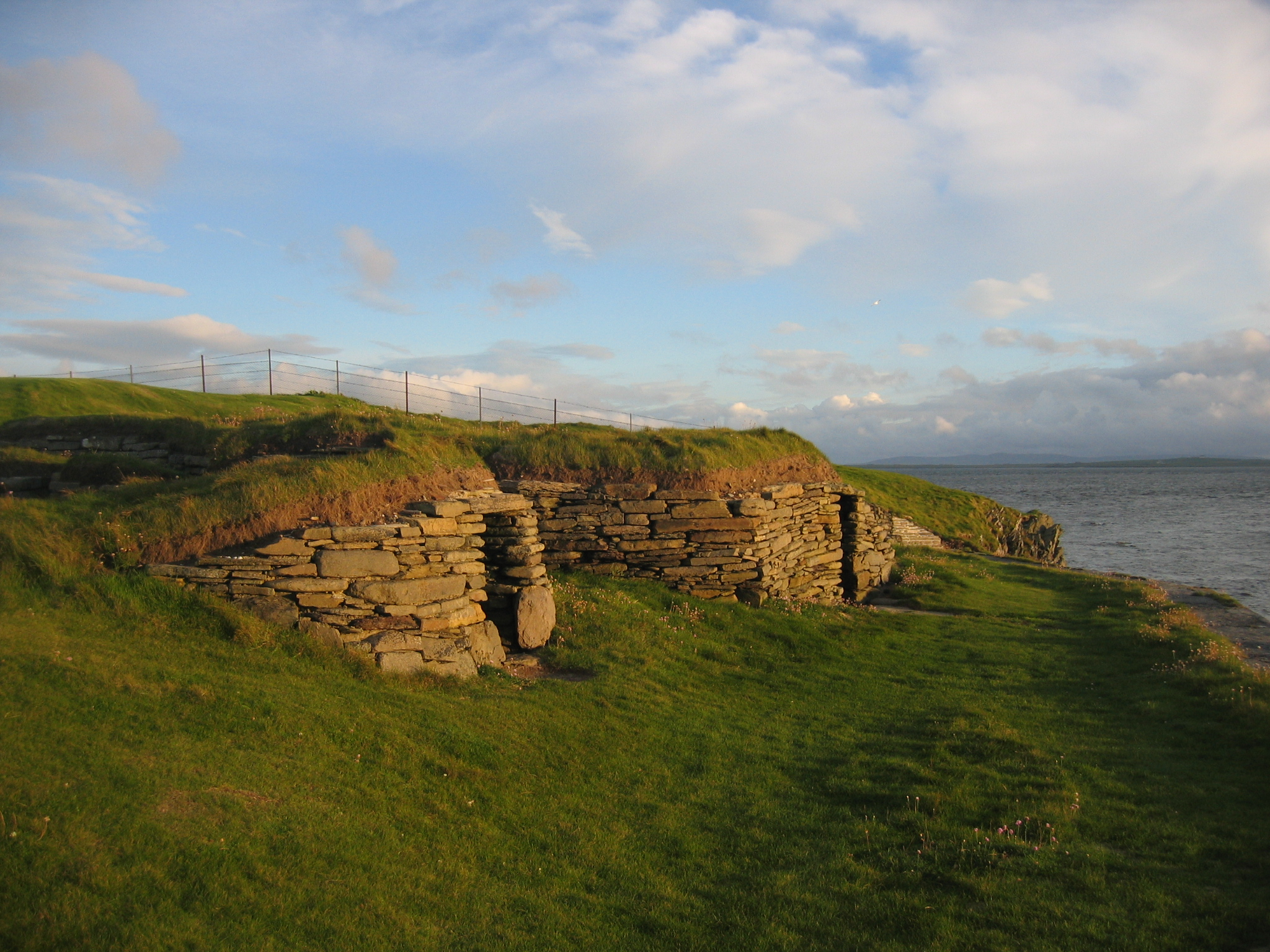
Vista frontale del sito.

Il sito venne parzialmente esposto dalle tempeste durante l'inverno del 1928/29 e fu scavato l'estate successiva da William Traill, il proprietario terriero, e da Kirkness William. I resti mostravano l'esistenza di due costruzioni adiacenti di forma oblunga, una leggermente più grande dell'altra, collegate da un breve passaggio e caratterizzate da spesse mura realizzate in pietra, con basse porte rivolte verso il mare e nessuna finestra. Inizialmente datate all'età del ferro, ricevettero una datazione finale più tarda grazie agli scavi archeologici realizzati da Anna Ritchie durante gli anni settanta del secolo precedente, una serie di datazioni al radiocarbonio ha permesso di stabilire che il sito venne occupato per 900 anni circa, dal 3700 a.C. al 2800 a.C. Gli scavi realizzati da Ritchie hanno anche rivelato che gli edifici esistenti non rappresentano la prima occupazione del sito, in quanto sotto di essi vi è uno strato spesso 40 centimetri che testimonia un precedente utilizzo del sito.

## Casa 1
La struttura detta casa 1 (house 1 in inglese) è la più grande ed antica delle due e verosimilmente doveva essere l'abitazione principale. Ha una forma più o meno rettangolare, dai bordi arrotondati, e misura circa 10x5 metri, con mura spesse circa 150 centimetri e alte 1,6 metri. Nel punto in cui la stanza si restringe verso il centro venne eretto un tramezzo costituito da lastre di pietra sottili che, di fatto, divideva la stanza in due ambienti differenti. La parte anteriore della casa possedeva, almeno in parte, un pavimento mentre sulla parete a sud fu realizzata una bassa struttura alta circa 18 cm delimitata da tre lastre di pietra e divisa da una quarta lastra in posizione verticale; riempita con un miscuglio di sabbia e pietre si ritiene che fungesse da giaciglio per la notte. Al centro della sala venne rinvenuto un focolare, con evidenti resti di cenere. La parte posteriore della stanza, più piccola rispetto all'altra, non possedeva una pavimentazione ma è in questo locale che vennero rinvenuti vari manufatti in selce e ceramica. Pertanto l'impressione che si ottiene dalle campagne di scavo è che la camera anteriore venne utilizzata come abitazione principale, mentre la stanza sul retro venne adibita a zona di lavoro. Si suppone che la casa fu coperta tramite un tetto a padiglione, realizzato in paglia o torba.

## Casa 2
La struttura detta casa 2 (house 2 in inglese) è collegata tramite un corridoio alla casa 1 nel punto in cui i muri si toccano. Più piccola rispetto alla casa 1, misura 7,5x3 metri ed è di costruzione più spartana. Le pareti, che sopravvivono solo fino ad un'altezza di 1,26 metri, misurano appena un metro o poco più di spessore. L'ingresso principale era rivolto a ovest, di fronte al mare. L'interno è diviso in tre camere tramite tramezzi simili a quelli della casa 1; la stanza più esterna è praticamente priva di caratteristiche notabili, mentre le altre due sembrano essere state utilizzate come deposito e zona lavoro. La sala centrale possedeva due focolai affiancati e vi è stato rinvenuto uno strato spesso 20 cm di materiale organico ricco di manufatti in selce e osso. Sembra che alla fine questa costruzione venne abbandonata e utilizzata solo come deposito, probabilmente a causa di instabilità strutturale.

## Economia domestica
Fuori le case è stato rinvenuto uno spesso strato di letame contenente resti che ci informano che gli abitanti del posto allevavano bovini, ovini e suini. Dentro le abitazioni vennero rinvenuti alcuni chicchi carbonizzati di orzo e grano. Ossa di pesce sono state rinvenute in abbondanti quantità e le analisi hanno dimostrato che appartenevano a due diverse specie ittiche, una costiera e l'altra di mare aperto. Sono stati ritrovati anche molti gusci di conchiglia, principalmente patella utilizzata probabilmente solo come esca ma anche come ostriche, littorine e fasolari.